# Верхнетамбовское сельское поселение
Верхнетамбовское се́льское поселе́ние — муниципальное образование в Комсомольском районе Хабаровского края Российской Федерации. 
Образовано в 2004 году.
Административный центр и единственный населённый пункт — село Верхнетамбовское.

## Население
| 2010 | 2011 | 2012 | 2013 | 2014 | 2015 | 2016 |
| ---- | ---- | ---- | ---- | ---- | ---- | ---- |
| 173  | ↗174 | ↘163 | ↗168 | ↘166 | ↘164 | ↘159 |
| 2017 | 2018 | 2019 | 2020 | 2021 |      |      |
| ↘155 | ↘154 | ↗166 | ↘163 | ↘129 |      |      |